# Nebettaui
Nebettaui war eine Tochter und Gemahlin von Ramses II. Sie erscheint in verschiedenen Listen von Prinzessinnen des Herrschers jeweils an fünfter Stelle, war also die fünfte Tochter des Pharaos. Über ihre Mutter besteht Unklarheit. Eine dieser Listen befindet sich an der Fassade des kleinen Tempels von Abu Simbel. Es wurde angenommen, dass es sich dabei ausschließlich um Töchter der Nefertari handelt. Da Nebettaui hier nicht genannt wird, ist vermutet worden, dass sie keine Tochter der ersten Großen königlichen Gemahlin war, womit als Mutter vor allem Isisnofret in Frage kommt. Irgendwann, wahrscheinlich in der zweiten Regierungshälfte von Ramses II., wurde auch sie eine der Großen königlichen Gemahlinnen ihres Vaters.
Von Nebettaui sind nur wenige Monumente erhalten. Es gibt nur eine rundplastische Darstellung, die sich am großen Tempel von Abu Simbel befindet. Bemerkenswert ist ihr geräumiges Grab (QV60) im Tal der Königinnen, dessen Dekoration jedoch nicht fertiggestellt wurde. 